# Soral
Soral är en ort och kommun i kantonen Genève, Schweiz. Kommunen har 961 invånare (2023).
Kommunens territorium är en smal remsa landsbygd längs gränsen till Frankrike, sydväst om staden Genève. Den gränsar, förutom till departementet Haute-Savoie i Frankrike även till de schweiziska kommunerna Avusy, Bernex, Laconnex och Perly-Certoux.